# Aaargh!
Aaargh! è un videogioco arcade pubblicato nel 1987 da Arcadia Systems, che realizzava macchine con BIOS basato sull'hardware Amiga. I protagonisti sono due mostri giganti, un ciclope (un orco secondo i manuali) e un lucertolone bipede, che distruggono villaggi umani appartenenti a diverse civiltà storiche.
Vennero pubblicate conversioni per diversi home computer, in molti casi da Melbourne House, che all'epoca come la Arcadia era una sussidiaria della Mastertronic. La critica generalmente giudicò in modo negativo le versioni Commodore 64 e ZX Spectrum.

## Modalità di gioco
Il gioco è per uno o due giocatori in simultanea, ciascuno dei quali controlla uno dei mostri. La conversione Amiga, contrariamente ad altre anche per computer meno potenti, è solo per un giocatore, ma si può scegliere quale mostro utilizzare.
La schermata di gioco è fissa e mostra il villaggio in prospettiva 2.5D, con i mostri che si aggirano tra gli edifici e li devono distruggere tutti colpendoli con i pugni o sputando fuoco.
Il villaggio è difeso da catapulte o cannoni mobili e da animali volanti giganti. Entrambi i mostri possono sferrare pugni a tre diverse altezze e sputare fuoco, quest'ultimo molto efficace contro gli edifici ma limitato. Dagli edifici distrutti fuggono gli abitanti, che i mostri possono afferrare e divorare; inoltre ogni edificio distrutto può rilasciare cibo oppure un power-up. Si ha una sola vita e una riserva di energia, ricaricabile mangiando il cibo o gli abitanti.
Uno degli edifici può nascondere un uovo gigante di Roc, che se raccolto pone fine subito al livello e avvia un livello bonus: un picchiaduro bidimensionale uno contro uno tra i due mostri, contro il computer se in giocatore singolo, per la conquista dell'uovo e di un alto punteggio.
Il primo livello è ambientato in un villaggio di capanne tribali, successivamente si affrontano varie epoche e luoghi tra cui antico Egitto, antica Grecia, estremo oriente, vecchio West. Dopo ogni livello si può scegliere entro certi limiti la città successiva, selezionando quale sentiero percorrere sulla mappa di un'isola.
Una volta ottenute cinque uova si può affrontare lo scenario finale, un tempio presso un vulcano, per ottenere un uovo d'oro.